# アストロン (腕時計)

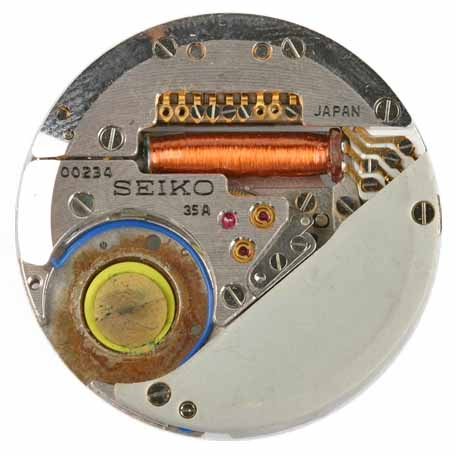
1969年製セイコーアストロンのクォーツ機構（ドイツ時計博物館にて、2010年6月）

アストロン、正式には「セイコークォーツ アストロン35SQ」は、世界最初のクォーツ式腕時計で、水晶発振器1器を搭載する。2014年にIEEEマイルストーンに電気工学の重要な進歩として登録され、2018年には国立科学博物館による重要科学技術史資料に登録された。

## 初代
初代は服部時計店（現セイコーホールディングス）の開発部門である諏訪精工舎（現セイコーエプソン）による10年間の開発を経て、1969年12月25日に東京で発売された。45万円（当時、中型車1台に相当）という価格にもかかわらず、発売から1週間以内に100台が売れた。販売した服部時計店側はいったん38万円に下げようとして、会長の服部正次から「安すぎる」という指摘を受けて戻したというエピソードがある。
枢要な部品として、8192cpsのY形水晶発振器やハイブリッド集積回路、針を回転させる位相固定式超小型ステッピングモーターなどが含まれていた。アストロンの誤差は一日に±0.2秒、一か月に±5秒だった。
諏訪精工舎が本モデルを開発した経緯はNHK総合テレビジョンの『プロジェクトX〜挑戦者たち〜』第64回「逆転 田舎工場 世界を制す〜クオーツ・革命の腕時計〜」（2001年9月4日放映）で紹介された。

## 40周年記念モデル
2010年3月、スイスのバーゼルフェアで、セイコーは2009年12月のデビュー40周年を記念した、オリジナルのアストロンを模したデザインの限定版の腕時計を発売した（日本国内では2010年8月に発売された)。

## 2代目
セイコーは、GPS衛星を利用した衛星電波式ソーラー腕時計を2012年にリリースした際に『セイコー・アストロン』として、再度「アストロン」の商標を使用している。

### 50周年記念モデル
2019年にセイコーはクオーツアストロン発売50周年を記念したアストロンの限定モデルを複数リリースした。中でも限定50本で生産されたモデル（380万円）はオリジナルのケースデザインを模倣して、エプソンの『マイクロアーティスト工房』に所属している職人による荒らし彫り模様が施されている。